# Alejandro (sång)
Alejandro är en poplåt framförd av den amerikanska artisten Lady Gaga. Det är den tredje singeln från hennes andra album The Fame Monster. Låten har inte släpps som CD-singel än endast som digital nedladdning och via radio. Den är skriven av Lady Gaga och svenske RedOne, som även producerat den. Musikvideon har över 400 miljoner visningar på Youtube

## Lanseringshistorik
| Region  | Datum            | Bolag      | Format           | Cert. |
| ------- | ---------------- | ---------- | ---------------- | ----- |
| Sverige | 15 februari 2010 | Interscope | Digital download |       |
| USA     | 20 april 2010    | Interscope | Radio Singel     |       |